# Udarne (Bilohirsk)
|  | Per a altres significats, vegeu «Udàrnoie». |

Udarne (en ucraïnès: Ударне, en rus: Ударное, Udàrnoie) és un poble de la República Autònoma de Crimea a Ucraïna, que el 2014 tenia 290 habitants. Pertany al districte de Bilohirsk.